# Felimare francoisae
Felimare francoisae is een slakkensoort uit de familie van de Chromodorididae. De wetenschappelijke naam van de soort is voor het eerst geldig gepubliceerd in 1980 door Bouchet.